# Horní Pelhřimov
Horní Pelhřimov (německy Oberpilmersreuth, rovněž Ober Pilmersreuth) byla obec v okrese Cheb v Karlovarském kraji.
Zanikl po druhé světové válce, kdy se ves ocitla v zakázaném hraničním pásmu. V roce 1960 byla obec úředně zrušena.
Horní Pelhřimov ležel v katastrálním území Dolní Pelhřimov o rozloze 6,96 km².

## Geografie a přírodní poměry
Zaniklá obec se nacházela přibližně 3,5 km jihozápadně od centra Chebu, asi 1,5 km od státní hranice se spolkovou zemí Bavorsko. Rozprostírala se na jihovýchodním svahu Zelené hory (637 m). Z geomorfologického hlediska leží území zaniklé obce v podcelku Ašská vrchovina, geomorfologického celku Smrčin.

## Historie

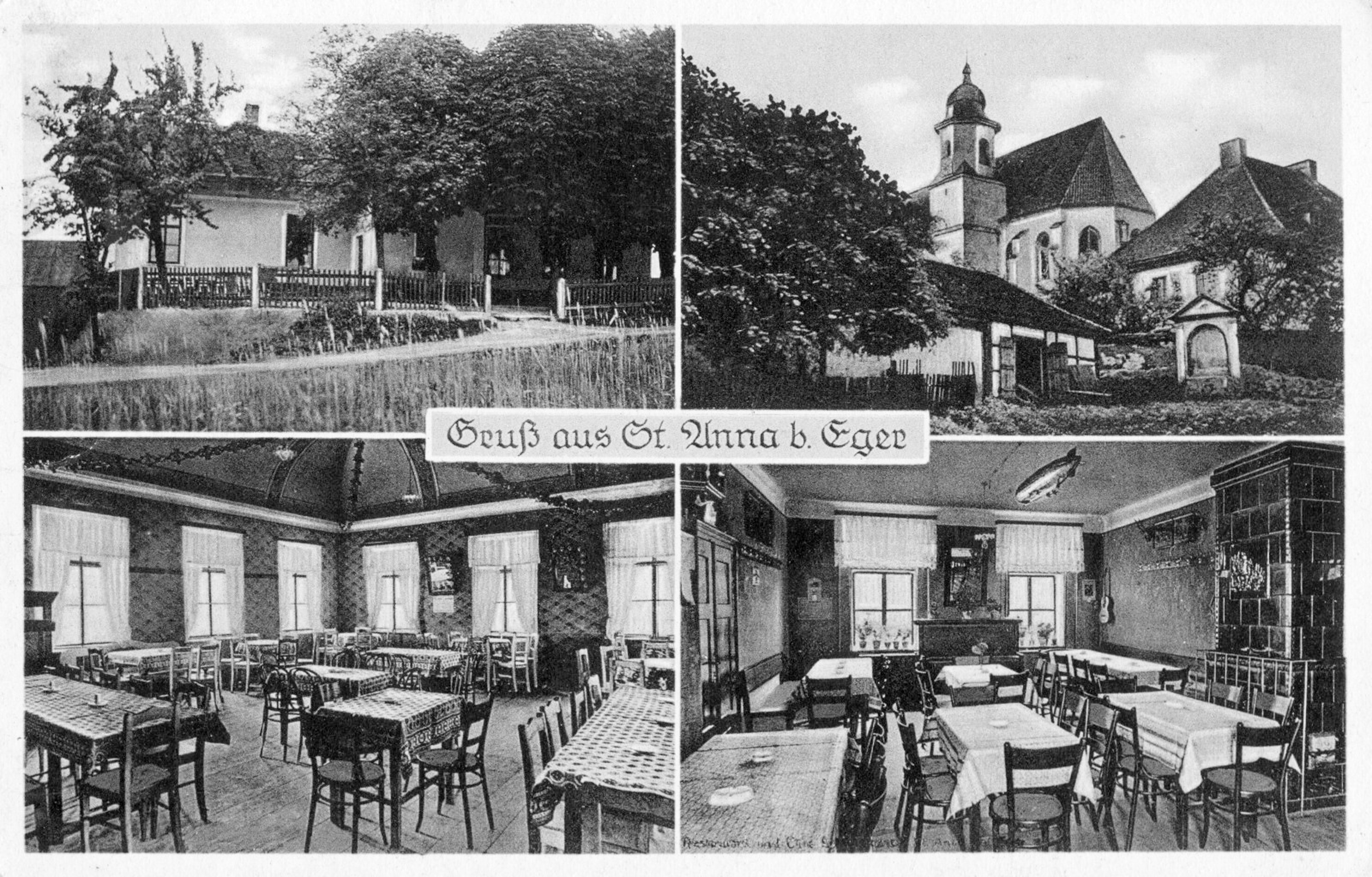
Dobová pohlednice Horního Pelhřimova s kostelem sv. Anny

Horní Pelhřimov byl založen zřejmě na počátku 12. století, první písemná zmínka o něm pochází z roku 1125. Na počátku 15. století zde vznikla tvrz, panské sídlo.
V roce 1424 jsou zde uváděny dva větší a šest menších dvorců. Kolem rozlehlé návsi se rozkládaly usedlosti a na jihovýchodě vsi uzavíral zástavbu poplužní dvůr s jednopatrovou zámeckou budovou. Tato budova byla až do roku 1945 známá jako U železného rytíře a byla vyhlášenou výletní restaurací. Na místě bývalého zámku a přilehlých usedlostí se rozkládají pole.
Samostatnou obcí se stal Horní Pelhřimov v roce 1850, s připojenými osadami Dolní Pelhřimov a Horní Hraničná. V roce 1869 byl však již Horní Pelhřimov pod názvem Horní Pilmersreuth osadou obce Pilmersreuth (Pelhřimov, dříve Dolní Pelhřimov).
Po roce 1945 došlo k nucenému vysídlení německého obyvatelstva a nepříliš úspěšným pokusům o nové osídlení. Vzhledem ke své poloze v blízkosti státní hranice se obec ocitla v roce 1950 v nově zřízeném hraničním pásmu, což rozhodlo o jejím zániku. Fara u kostela svaté Anny a škola se staly sídlem roty pohraničníků, Bismarckova rozhledna na Zelené hoře posloužila pohraničníkům jako pozorovatelna. Z pozemků bývalých statků vzniklo vojenské cvičiště. V roce 1960 byl Horní Pelhřimov oficiálně zrušen. V průběhu 60. let 20. století byly postupně zbořeny všechny stavby, včetně poutního kostela Svaté Anny. V oficiální statistice z roku 1970 zbylo z kdysi samostatné obce pouze směrovací číslo, zchátralá vyhlídková věž na Zelené Hoře, z poutního kostela Svaté Anny hromada sutin a v obci jedna polorozpadlá stodola.
Na území zaniklého Horního Pelhřimova se po sametové revoluci začala rozrůstat vesnice Pelhřimov, místní část města Chebu.

## Obyvatelstvo
| Rok            | 1869 | 1880 | 1890 | 1900 | 1910 | 1921 | 1930 | 1950 | 1961 | 1970 |
| -------------- | ---- | ---- | ---- | ---- | ---- | ---- | ---- | ---- | ---- | ---- |
| Počet obyvatel | 174  | 138  | 134  | 127  | 124  | 130  | 125  | 43   | 7    | -    |